# Рудольф Андлер
Рудольф Андлер (нім. Rudolf Andler; 30 липня 1885 — ?) — німецький офіцер-підводник, капітан-лейтенант рейхсмаріне.

## Біографія
6 квітня 1904 року вступив на флот. Учасник Першої світової війни. З 22 грудня 1917 по 11 листопада 1918 року — командир підводного човна SM U-98. Всього за час бойових дій потопив 3 кораблі загальною водотоннажністю 1750 тонн і пошкодив 1 корабель водотоннажністю 5430 тонн.
| Дата            | Назва корабля          | Тип        | Тоннаж | Вантаж             | Загиблі | Країна             |
| --------------- | ---------------------- | ---------- | ------ | ------------------ | ------- | ------------------ |
| 24 березня 1918 | Anchoria (пошкоджений) | Пароплав   | 5,430  | Генеральні вантажі | 0       | Британська імперія |
| 26 травня 1918  | Janvold                | Пароплав   | 1,366  | Залізна руда       | 4       | Норвегія           |
| 14 липня 1918   | Maurice                | Вітрильник | 115    | Солена риба        | 0       | Франція            |
| 31 липня 1918   | Alkor                  | Вітрильник | 269    | Вугілля            | 0       | Норвегія           |

30 липня 1920 року звільнений у відставку.

## Звання
- Морський кадет (6 квітня 1904)
- Фенріх-цур-зее (11 квітня 1905)
- Лейтенант-цур-зее (28 вересня 1907)
- Оберлейтенант-цур-зее (27 березня 1909)
- Капітан-лейтенант (13 травня 1915)

## Нагороди
- Рятувальна медаль
- Залізний хрест 2-го класу
- Орден Фрідріха (Вюртемберг)